# Luca Raimondi
Giovanni Luca Raimondi (Cernusco sul Naviglio, 22 novembre 1966) è un vescovo cattolico italiano, dal 30 aprile 2020 vescovo ausiliare di Milano e titolare di Feradi Maggiore.

## Biografia
Nasce a Cernusco sul Naviglio, in provincia e arcidiocesi di Milano, il 22 novembre 1966 da Umberto e Laura.

### Formazione e ministero sacerdotale
Dopo le scuole superiori, frequentate presso il seminario minore dell'arcidiocesi ambrosiana, continua gli studi presso il seminario maggiore di Venegono Inferiore, dove segue i corsi teologici istituzionali.
Il 13 giugno 1992 è ordinato presbitero, nella cattedrale di Milano, dal cardinale Carlo Maria Martini.
Dopo l'ordinazione è vicario parrocchiale della prepositurale di San Michele Arcangelo a Busto Arsizio dove rimane per otto anni. Nel 2000 viene trasferito a Desio con la stessa qualifica, presso la prepositurale dei Santi Siro e Materno; dal 2002 è anche incaricato della pastorale giovanile presso le altre parrocchie di Desio: Santi Pietro e Paolo, San Pio X, San Giovanni Battista e San Giorgio Martire.
Dal 2005 è membro del consiglio presbiterale della zona pastorale V di Monza per tre mandati e rappresentante della stessa zona presso il consiglio presbiterale diocesano; ricopre gli incarichi fino alla nomina a vicario episcopale.
Il 1º luglio 2008 è nominato parroco della parrocchia di Santa Maria Nascente in Bernareggio e il 1º settembre dello stesso anno responsabile della neonata comunità pastorale "Regina degli Apostoli", composta dalle parrocchie di Bernareggio, Villanova, Aicurzio e, dal 1º febbraio 2009, Sulbiate.
Dal 2016 è membro del Consiglio per il diaconato.
Il 29 marzo 2018, durante la Messa del crisma, l'arcivescovo Mario Delpini rende nota la sua nomina a vicario episcopale per la zona pastorale IV di Rho, effettiva dal 29 giugno seguente. Il successivo 18 novembre diventa canonico onorario del capitolo maggiore del duomo di Milano.

### Ministero episcopale
Il 30 aprile 2020 papa Francesco lo nomina vescovo ausiliare di Milano e vescovo titolare di Feradi Maggiore. Il 28 giugno seguente riceve l'ordinazione episcopale, con il vescovo Giuseppe Vegezzi, nella cattedrale di Milano, dall'arcivescovo Mario Delpini, co-consacranti i vescovi Luigi Stucchi ed Erminio De Scalzi.
Presso la Conferenza episcopale lombarda è delegato per il laicato, da luglio 2020, e delegato per il sovvenire al sostegno economico della Chiesa, da marzo 2022. In seno alla Conferenza episcopale italiana è membro della Commissione episcopale per il laicato da gennaio 2023.

## Genealogia episcopale
La genealogia episcopale è:
- Cardinale Scipione Rebiba
- Cardinale Giulio Antonio Santori
- Cardinale Girolamo Bernerio, O.P.
- Arcivescovo Galeazzo Sanvitale
- Cardinale Ludovico Ludovisi
- Cardinale Luigi Caetani
- Cardinale Ulderico Carpegna
- Cardinale Paluzzo Paluzzi Altieri degli Albertoni
- Papa Benedetto XIII
- Papa Benedetto XIV
- Papa Clemente XIII
- Cardinale Enrico Benedetto Stuart
- Papa Leone XII
- Cardinale Chiarissimo Falconieri Mellini
- Cardinale Camillo Di Pietro
- Cardinale Mieczysław Halka Ledóchowski
- Cardinale Jan Maurycy Paweł Puzyna de Kosielsko
- Arcivescovo Józef Bilczewski
- Arcivescovo Bolesław Twardowski
- Arcivescovo Eugeniusz Baziak
- Papa Giovanni Paolo II
- Cardinale Carlo Maria Martini, S.I.
- Cardinale Dionigi Tettamanzi
- Arcivescovo Mario Delpini
- Vescovo Luca Raimondi